# 다게촌
다게촌(多気村)은 미에현 이치시군에 있던 촌이다. 현재의 쓰시에 해당한다.

## 역사
- 1889년 4월 1일 - 정촌제 시행에 의해 이치시군 다게촌이 성립하였다.
- 1955년 3월 15일 - 야치촌, 다로오촌, 다케하라촌, 이세치촌, 야와타촌과 합병해 미즈기촌이 성립하여, 동일 다게촌은 폐지되었다.

## 교통

### 도로
- 국도 제368호선

## 참고문헌
- 角川日本地名大辞典 24 三重県